# Soda Stereo (álbum)
Soda Stereo es el primer álbum debut de estudio grabado por la banda de rock en español Soda Stereo, lanzado al mercado por Sony Music Latin (antes CBS) el 27 de agosto de 1984. La producción de este álbum debut estuvo a cargo de Federico Moura, vocalista y líder de Virus.
El álbum en sí es único dentro de la carrera de Soda Stereo. Las letras presentan un estilo humorístico e irónico, a tono con el movimiento de la música divertida que había irrumpido en la escena musical argentina a inicios de los '80 y que tuvo a los propios Soda Stereo como protagonistas junto a Los Twist, Viuda e Hijas de Roque Enroll, Virus y Suéter, entre otros. Por tanto, Soda Stereo es un álbum con un sonido y aire marcadamente distinto al del resto de su discografía, los trabajos posteriores de Soda abandonarían el humor y tendrían un estilo complejo. Musicalmente, en el álbum también es clara la influencia de las bandas británicas de new wave y ska, teniendo como referentes a The Specials, Madness, Men at Work, XTC y fundamentalmente The Police, los cuales también influyeron en su imagen estética.
El álbum fue presentado el 1 de octubre de 1984 en el subsuelo del local de Pumper Nic, una empresa de comida rápida que monopolizaba ese tipo de negocio hasta la llegada de McDonald's, en el centro de Buenos Aires. Fue muy exitoso en la escena de discotecas y fiestas en Argentina, varios de los temas se convirtieron en hits bolicheros, como «Dietético», «Te hacen falta vitaminas», «¿Por qué no puedo ser del Jet-Set?», «Tele-Ka», «Sobredosis de TV» y «Trátame suavemente».
Por este álbum, Soda Stereo obtuvo disco de platino en Argentina, y doble disco de platino en Perú y Chile a los pocos meses. Fue el primer paso en popularidad del grupo, que llegaría a ser uno de los más populares de Latinoamérica. De este álbum, el ranking de las 100 mejores canciones del rock argentino por el sitio Rock.com.ar en el año 2007 premió «Te hacen falta vitaminas» (73°), mientras que el de las 500 mejores canciones del rock iberoamericano por Al Borde en el 2006 premió «Un misil en mi placard» (444°) y su versión de «Trátame suavemente» (417°).

## Portada
La tapa del álbum muestra un dibujo de cada uno de los tres integrantes del grupo ubicados en diagonal, de modo que al más cercano se le ve solo la cara, mientras que al más lejano se le ve medio cuerpo. Las imágenes de los músicos están atravesadas por rayas que cortan toda la tapa. Zeta Bosio comentó sobre el asunto:

Las fotos de la tapa son 3 fotos individuales que montamos. A Alfredo no le gustaba mucho porque quedaba muy fotográfico y reemplazó todo por un dibujo que hizo arriba de la foto, o sea, todo un laburo. Las líneas son papeles cortados con tijeras de cortes especiales e iban a ir en otra película, pero no por arriba de nuestras caras. Esto quedó como error de impresión. A raíz de la raya que yo tenía en la cara, empecé a dibujármela para los shows.

## Reediciones
El álbum se reeditó en disco compacto por primera vez recién en 1991, al igual que su sucesor Nada personal del año 1985. Fue precedido en ese formato por Signos de 1986. El 19 de agosto de 2013, la holandesa MusicOnVinyl produjo la primera reedición de este álbum en disco de vinilo desde 1995. El lanzamiento fue realizado en vinilo de 180 gramos, e incluyó un inserto con fotografías del grupo.

## Lista de canciones
| Lado A |                                      |                  |          |  |
| N.º    | Título                               | Escritor(es)     | Duración |  |
| 1.     | «¿Por qué no puedo ser del Jet-Set?» | Cerati · Alberti | 2:20     |  |
| 2.     | «Sobredosis de T.V.»                 | Cerati           | 4:10     |  |
| 3.     | «Te hacen falta vitaminas»           | Cerati · Bosio   | 2:38     |  |
| 4.     | «Trátame suavemente»                 | Daniel Melero    | 3:24     |  |
| 5.     | «Dietético»                          | Cerati           | 3:46     |  |
| 16:18  |                                      |                  |          |  |

| Lado B |                          |                          |          |  |
| N.º    | Título                   | Escritor(es)             | Duración |  |
| 6.     | «Tele-Ka»                | Cerati                   | 2:26     |  |
| 7.     | «Ni un segundo»          | Cerati · Bosio           | 3:25     |  |
| 8.     | «Un misil en mi placard» | Cerati                   | 3:04     |  |
| 9.     | «El tiempo es dinero»    | Cerati                   | 2:54     |  |
| 10.    | «Afrodisíacos»           | Cerati · Bosio           | 4:20     |  |
| 11.    | «Mi novia tiene bíceps»  | Cerati · Bosio · Alberti | 2:23     |  |
| 18:32  |                          |                          |          |  |

## Personal
Soda Stereo
- Gustavo Cerati: voz principal, guitarra eléctrica y coros.
- Zeta Bosio: bajo y coros.
- Charly Alberti: batería hibrida

Músicos invitados
- Daniel Melero - sintetizadores.
- Federico Moura - sintetizadores.
- Gonzalo Palacios - saxofón.

## Posicionamiento en listas
| Listas (2025)     | Mejor posición |
| ----------------- | -------------- |
| Argentina (CAPIF) | 5              |

## Certificaciones
| País      | Organismo certificador | Certificación | Ventas certificadas | Ref.  |
| --------- | ---------------------- | ------------- | ------------------- | ----- |
| Argentina | CAPIF                  | Platino       | 60 000              | [ 7 ] |
| Chile     | IFPI - Chile           | 2× Platino    | 40 000              | [ 6 ] |
| Perú      | UNIMPRO                | Oro           | 10 000              | [ 6 ] |

## Videos musicales
- «Te hacen falta vitaminas» (1983)
- «Dietético» (1984)
- «¿Por qué no puedo ser del Jet-Set?» (2021)
- «Sobredosis de T.V.» (2021)